# L'agguato (film 1936)
L'agguato (Trail Dust) è un film del 1936 diretto da Nate Watt.
Fa parte della serie di film western incentrati sul personaggio di Hopalong Cassidy (interpretato da Boyd) creato nel 1904 dallo scrittore Clarence E. Mulford.

## Trama
Ritorna il personaggio di Hopalong Cassidy e si ritrova di fronte una mandria a cui badare fra mille difficoltà e l'agguato del titolo. Lo aiuteranno nell'impresa due suoi vecchi amici, Anderson e Wilson.

## Critica
William Boyd impersonifica l'eroe che tanto lo ha reso famoso in quegli anni, alcune fonti citano come regista Lesley Selander, mentre Mel Wolf nei titoli viene scritto Mel Wolfe
Il film non mostra «pregi artistici» anche se potrebbe piacere agli amanti del genere.

## Produzione
Il film è stato girato nello stato della California, soprattutto nella città di Kernville.

## Distribuzione

### Data di uscita
- Stati Uniti, Trail Dust 11 dicembre 1936
- Germania Ovest, Wildwest-Banditen 1950

## Colonna sonora
- Trail Dust, di Claudia Humphrey
- Beneath a Western Sky, di Harry Tobias e Jack Stern, cantata da James Ellison
- Wide Open Spaces, di Harry Tobias e Jack Stern, cantata James Ellison insieme al coro